# こんぶくろ池

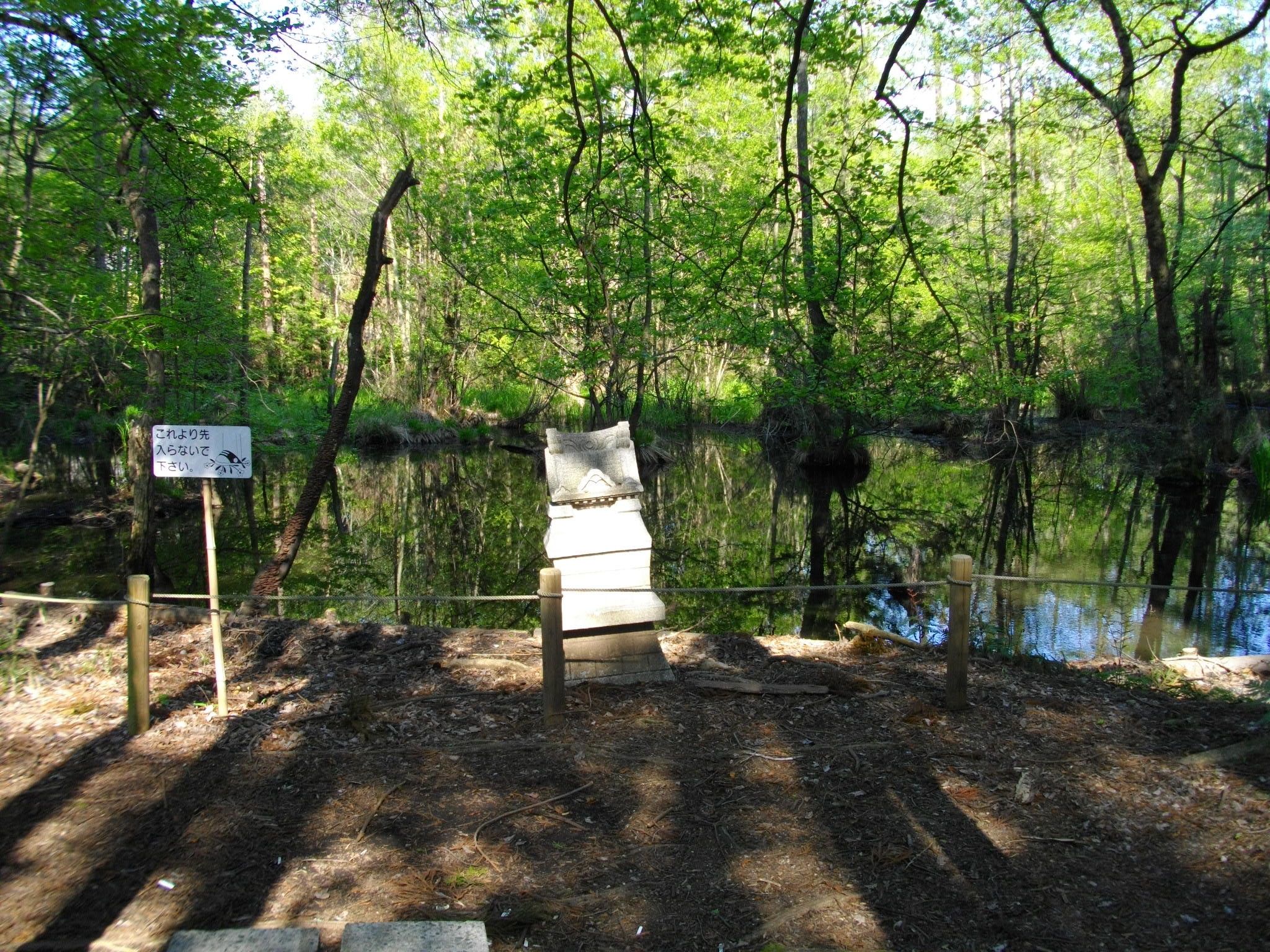
こんぶくろ池

こんぶくろ池（こんぶくろいけ）は、千葉県柏市にある池。地金掘の水源のひとつである。「こんぶくろ」とは「小袋」の意。

## 概要
柏市正連寺に位置し、国道16号から国立がん研究センター東病院へ進む道を歩くと、左側に入口がある。こんぶくろ池の更に奥には「弁天池」がある。
現在、柏市や「NPO法人こんぶくろ池自然の森」の下で、こんぶくろ池公園として整備中である。
「「市民で育てる100年の森」・こんぶくろ池公園」で、平成24年度国土交通省手づくり郷土賞受賞。